# Gastone Pierini
Gastone Pierini   (Ancona, 27 de setembre de 1899 - São Bernardo do Campo, 17 de setembre de 1967) fou un aixecador italià que va competir durant les dècades de 1920 i 1930.
Durant la seva carrera esportiva va disputar quatre edicions dels Jocs Olímpics: el 1924, 1928, 1932 i 1936. Sempre en el pes lleuger, destaca la medalla de bronze que guanyà el 1932 i la vuitena posició el 1928.
Al final de la Segona Guerra Mundial va passar cinc anys en un camp de presoners de guerra prop d'El-Fayid, a Egipte. Després del seu alliberament, va emigrar a Brasil, on va morir el 1967.